# 타일러 페리
타일러 페리(Tyler Perry, 1969년 9월 14일 ~ )는 미국의 배우 및 영화 감독이다.

## 작품 목록
출연
- 바이스 - 콜린 파월 역
- 퍼피 구조대 더 무비 - 거스 역
- 돈 룩 업 - 잭 역

각본, 감독
- 테일러 페리스 애크리모니
- 동상이몽 시스터즈

각본, 감독, 출연
- 폴 프롬 그레이스 - 로리 역

각본, 감독, 총괄프로듀서, 주연
- 어 마디아 패밀리 퓨너럴